# Montici
Montici è un toponimo usato, soprattutto in passato, per indicare un colle a sud-est di Firenze, tra la valle dell'Ema e quella dell'Arno.

## Origine e pronuncia del toponimo
Nonostante oggi il toponimo sia talvolta pronunciato come "Móntici", forse per analogia con parole italiane come "émbrici", "fòrbici", etc., la pronuncia originaria era "Montìci", con l'accento sulla prima "i", come testimoniato anche dall'antica grafia "Montisci" o "Montiscio", o dall'ancora più antica variante  "Monte Tisci", che sembrerebbe rimandare ad un "Mons Titi".
Un'indicazione indiretta della pronuncia antica del termine viene da una poesia di un autore minore del Seicento, dove "Montici"  non può avere l'accento sulla "o" per motivi metrici.

## Descrizione
Montici è una piccola altura con direzione nord-est - sud-ovest che costeggia a destra la valle dell'Ema, tra le Cinque Vie e le Cascine del Riccio, e le cui estremità sono costituite dalla collina di Monteripaldi a ovest e dall'abitato di Piazza Calda a est. Confina, e in parte si sovrappone, con le località di Arcetri e del Pian dei Giullari. Sparse in quest'area si trovano antiche chiese, tra cui la chiesa di Santa Margherita a Montici, la chiesa di San Michele a Monteripaldi, e la chiesa di San Matteo in Arcetri; numerose ville storiche, tra cui la villa Spadolini e la villa la Bugia, dove risiedette Francesco Guicciardini e fu firmato nel 1530 l'armistizio che pose fine all'assedio di Firenze.
Ai piedi del colle, nella piana che costeggia l'Ema, si trovavano un tempo i Bagni o Terme di Montici, oggi scomparsi. 
Da una cava sita a "Montisci" secondo il Boccaccio si estraeva una pietra usata per macine da grano. Si tratta del macigno estratto in una cava presso Monteripaldi, utilizzato ampiamente a Firenze per costruzione e per lastricare le strade. 